# Mundart des Brieg-Grottkauer Landes

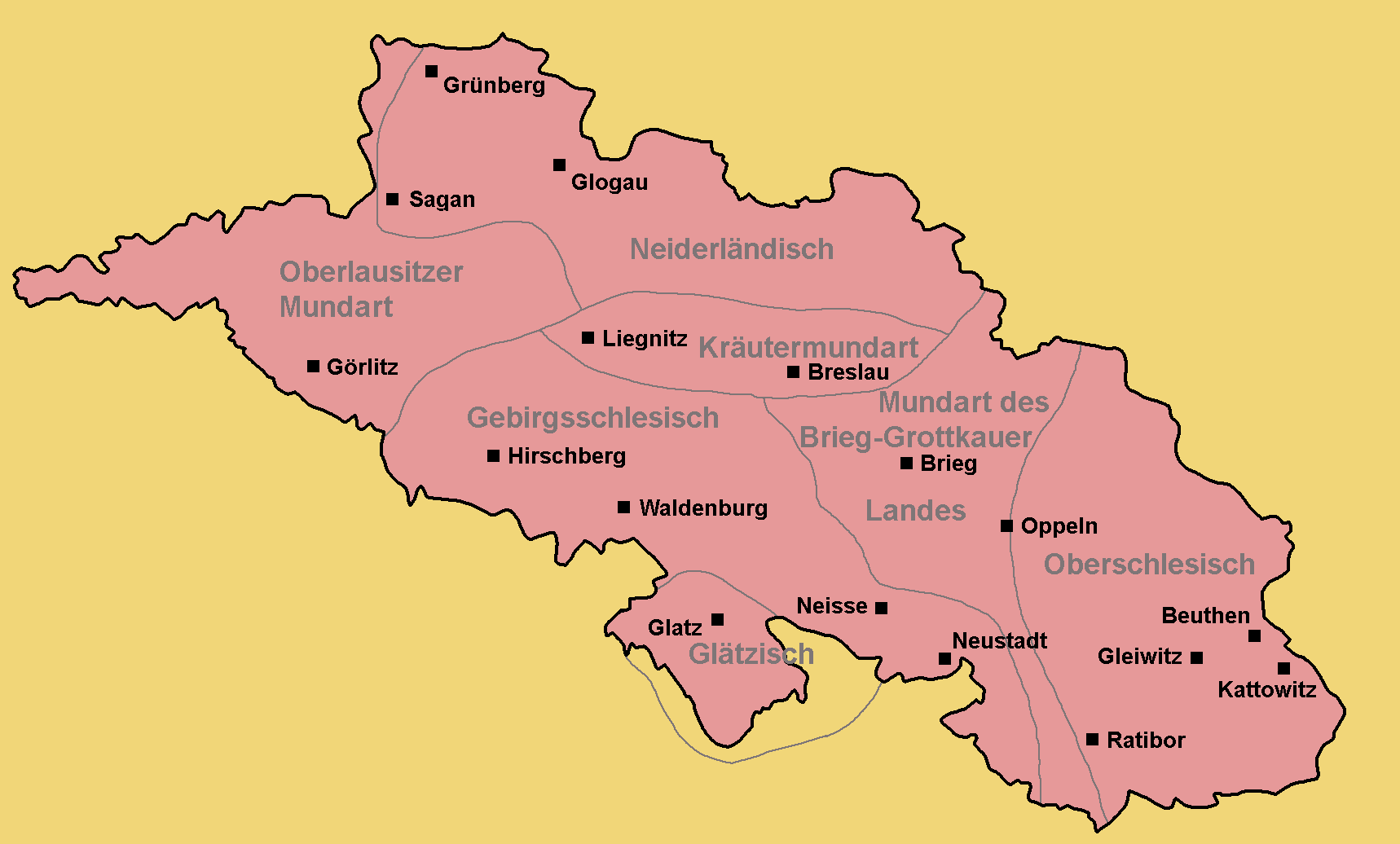
Deutsche Dialektgebiete in Schlesien

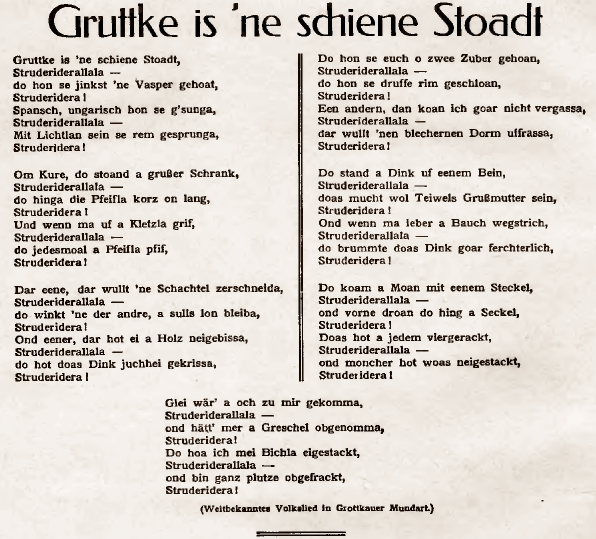
Weitbekanntes Volkslied in Grottkauer Mundart

Die Brieg-Grottkauer Mundart (Brieg-Grottkauer-Schlesisch, im Dialekt: Mundoart des Brigg-Gruttker Landes) ist eine Mundart des Schlesischen und erstreckt sich im Verbreitungsgebiet zwischen Breslau und Oppeln (Brieg-Grottkauer Land).
In den Kreisen Brieg, Grottkau, Falkenberg O.S., Namslau, West-Oppeln liegt zwischen Neiderländisch, Kräutermundart, Gebirgsschlesisch und Oberschlesisch das Gebiet der Mundart des Brieg-Grottkauer Landes.
In Oberschlesien sprachen vor 1945 (d. h. vor der Flucht und Vertreibung Deutscher aus Mittel- und Osteuropa 1945–1950) etwa zwei Drittel der Bevölkerung das Oberschlesische, die Mundart des Brieg-Grottkauer Landes sowie das Gebirgsschlesische.
Auch wenn in diesem Dialektraum heute noch Deutsche leben, sprechen meist nur noch die älteren Generationen den Dialekt. Da die deutsche Sprache in der Zeit von 1945 bis 1990 verboten war und die Benutzung in der Öffentlichkeit auch bestraft wurde, konnte der Dialekt nicht mündlich an weitere Generationen weitergegeben werden. Deswegen sprechen die jüngeren Generationen, wenn sie die deutsche Sprache beherrschen, meist nur Hochdeutsch, wie sie es aus den Medien und dem Schulunterricht sowie durch den Kontakt mit Deutschland kennen.